# Yanguas
Yanguas ist ein Bergdorf und eine Gemeinde (municipio) mit 106 Einwohnern (Stand: 2024) in der spanischen Provinz Soria in der Autonomen Region Kastilien-León unmittelbar an der Grenze zur Nachbarregion La Rioja. Der zur bevölkerungsarmen Serranía Celtibérica gehörende Ort ist seit 1993 als Conjunto histórico-artístico anerkannt.

## Lage und Klima
Der Ort Yanguas liegt am Río Cidacos, einem Nebenfluss des Ebro, gut 51 km nördlich der Provinzhauptstadt Soria in einer Höhe von ca. 960 bis 985 m. Das Klima im Winter ist kühl, im Sommer dagegen durchaus warm; die geringen Niederschläge (ca. 620 mm/Jahr) fallen – mit Ausnahme der eher regenarmen Sommermonate – verteilt übers ganze Jahr.

## Bevölkerungsentwicklung
| Jahr      | 1857 | 1900 | 1950 | 2000 | 2019 |
| Einwohner | 758  | 656  | 457  | 136  | 113  |

Der deutliche Bevölkerungsrückgang seit den 1950er Jahren ist im Wesentlichen auf die Mechanisierung der Landwirtschaft, die Aufgabe bäuerlicher Kleinbetriebe („Höfesterben“) und den damit einhergehenden Verlust an Arbeitsplätzen zurückzuführen. Mehrere Weiler (Vellosillo, La Mata, La Vega, Lería) wurden im Verlauf des 19. und 20. Jahrhunderts gänzlich verlassen.

## Wirtschaft
Der Ort war und ist das wirtschaftliche Zentrum einer Landgemeinde, in der hauptsächlich Viehzucht betrieben wurde. Heute spielt der Tourismus in Form der Vermietung von Ferienwohnungen (casas rurales) eine bedeutende Rolle für die Einnahmen des Ortes.

## Geschichte
In keltisch-römischer Zeit existierte der Ort noch nicht, doch wurde das obere Ebro-Tal von Transhumanten als Viehweide genutzt. Seit dem 8. Jahrhundert befand sich die Region in den Händen der Mauren. Nach der Rückeroberung der Region durch die Christen (reconquista) um die Mitte des 11. Jahrhunderts wurde Yanguas im 12. Jahrhundert neu besiedelt (repoblación). Erste Dokumente, die den Ort erwähnen, stammen aus dem 13. Jahrhundert. In dieser Zeit waren die Einwohner von diversen Pflichten wie Militärdienste, Wegezölle etc. befreit.
Am 27. Mai 1375 fand im Ortsteil Leria die Hochzeit zwischen Karl Infant von Navarra (der spätere König Karl III.) und Eleonora Infantin von Kastilien, Tochter von König Heinrich II. von Kastilien statt. Ausschlaggebend für die Wahl Lerias dürfte die Grenzlage des Ortes gewesen sein: Leria liegt auf kastilischem Gebiet, Navarra ist jedoch lediglich zwei Kilometer (Luftlinie) entfernt. Das 16. Jahrhundert gilt als Blütezeit der Region, die damals ca. 5.000 Einwohner hatte. Eine Episode des 1605 erschienenen Don Quijote von Cervantes handelt von der Auseinandersetzung des Ritters mit zwanzig Pferdehirten aus Yanguas.

## Sehenswürdigkeiten

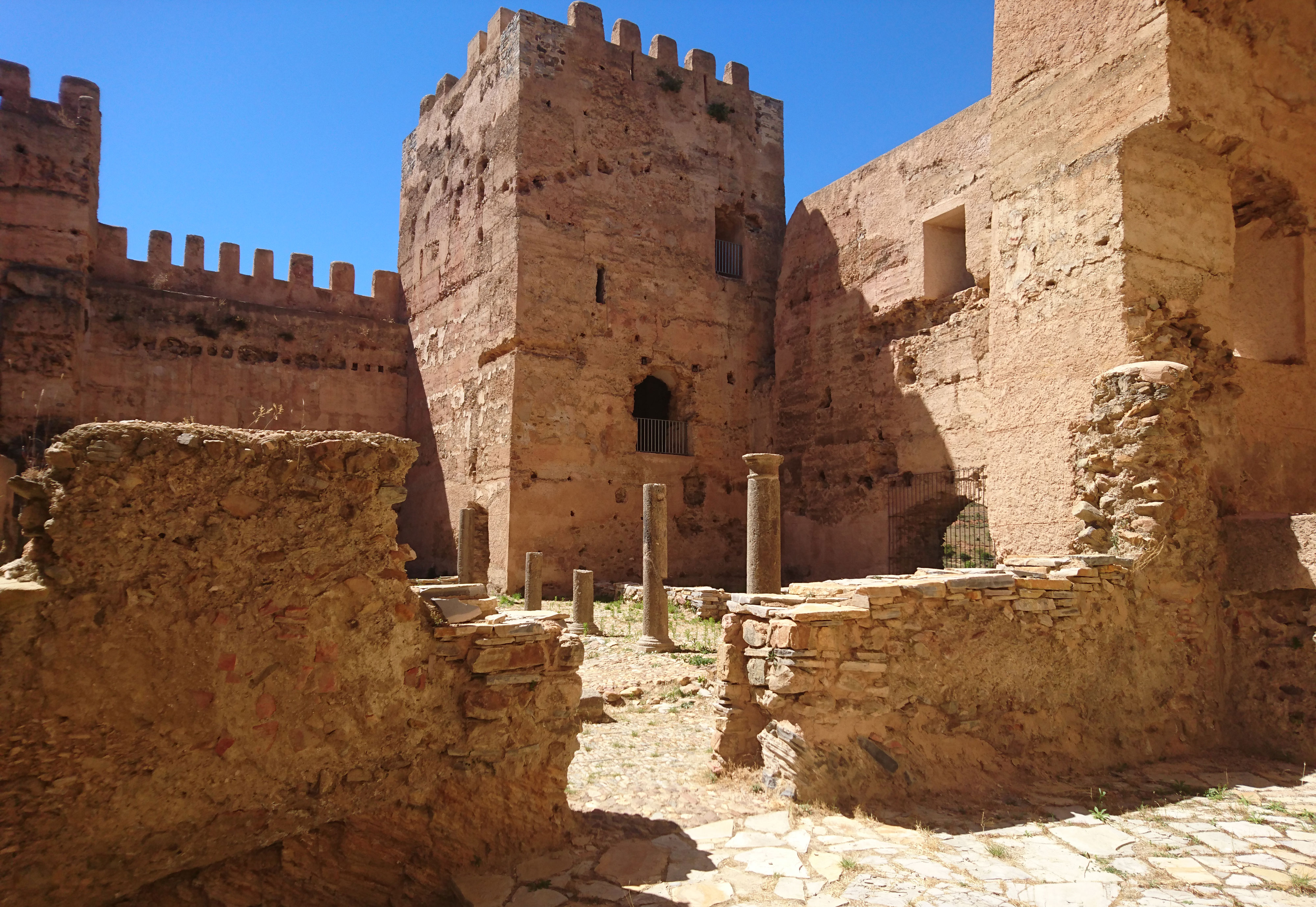
Castillo

- Die Gebäude des Ortes sind nahezu einheitlich aus Bruchsteinen erbaut.
- Das Castillo de Yanguas wurde zwar erst im 14. oder 15. Jahrhundert erbaut, doch entspricht die Bauweise aus Stampflehm, vermischt mit kleinen Steinen, ganz den Berbertraditionen des Maghreb. Die zumeist aus Holz bzw. Fachwerk errichteten Gebäude im Innern sind verschwunden, doch zeugen mehrere (wiederverwendete?) Säulen vom insgesamt durchaus repräsentativen Charakter der Burg.[6][7]
- Die spätgotische Kirche San Lorenzo birgt in ihrem Innern noch ein romanisches Taufbecken aus dem Vorgängerbau.[8]
- Die Kirche Santa María stammt aus dem 16. Jahrhundert; sie wurde jedoch im 18. Jahrhundert modernisiert. Das Kirchenschiff (nave) birgt mehrere Schnitzaltäre in unterschiedlichen Stilformen.[9]
- Der Torre de San Miguel ist der einzige Überrest einer ansonsten verschwundenen romanischen Kirche aus dem 12. Jahrhundert.[10]
- Im alten Pfarrhaus wurde ein Museum für sakrale Kunst (Museo de Arte Sacro) eingerichtet.